# Azelus erythropalpus
Azelus erythropalpus là một loài tò vò trong họ Ichneumonidae.